# Сухарница (посуда)

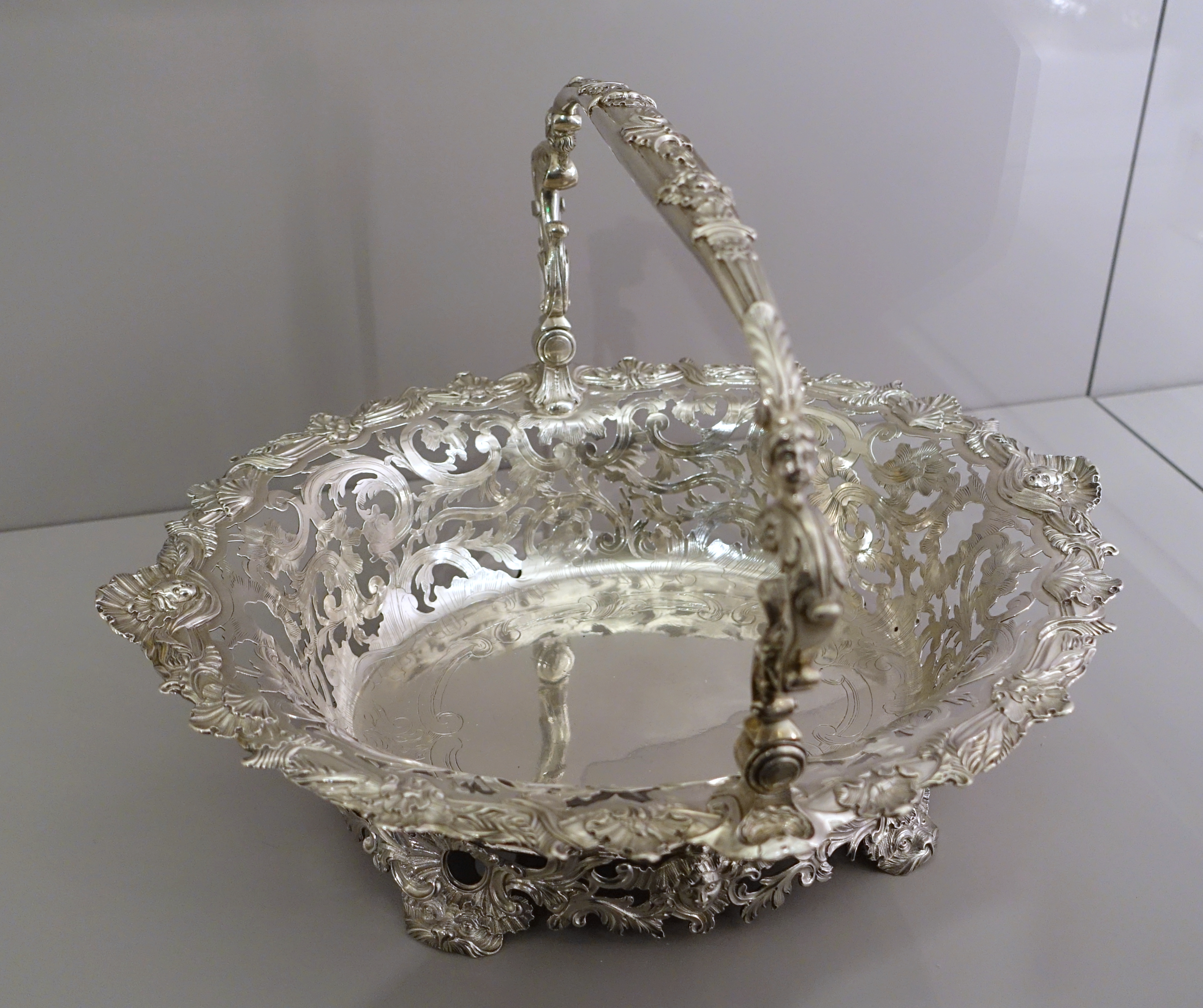
Серебряная сухарница XVIII века

Суха́рница — плоское изделие различной формы, предназначенное для подачи к столу хлебобулочных и кондитерских изделий; предмет столовой посуды (блюдо или ваза), предназначенный для сервировки сухарей или печенья.
При сервировке чайного стола сухарницы устанавливаются по обеим сторонам от центра, занимаемого вазой с фруктами, вдоль стола, кондитерские изделия в сухарнице рекомендуется накрывать салфеткой.
Популярная в основном в городском быту, ваза-сухарница обычно имеет вид широкого блюда на подставке, с загнутыми вверх краями. Часто имеет ручку, типично изготавливается из металла, узор наносится с помощью гравировки или чеканки.
Сухарницы также выполняются в форме плетёной корзиночки или её имитации из металла, фарфора, фаянса. В середине XIX века на фабрике И. Губкина была изготовлена серебряная сухарница, позолоченная под солому, с выполненной из серебра имитацией наброшенной салфетки. После успеха на выставке 1861 года подобные изделия стали выпускать и другие фабрики.